# Best of Both Worlds Concert (colonna sonora)
Best of Both Worlds Concert è il primo album dal vivo della cantante statunitense Miley Cyrus, pubblicato l'11 marzo 2008 dall'etichetta discografica Walt Disney Records.
Il disco, realizzato in accompagnamento al film-concerto Hannah Montana & Miley Cyrus: Best of Both Worlds Concert, include le esibizioni dal vivo delle canzoni delle colonne sonore delle prime due stagioni della serie televisiva Hannah Montana, interpretata da Cyrus.

## Tracce

### Disco 1 (CD)
1. Hannah Montana – Rock Star – 3:35
2. Hannah Montana – Life's What You Make It – 3:14
3. Hannah Montana – Just Like You – 3:20
4. Hannah Montana – Nobody's Perfect – 3:33
5. Hannah Montana – Pumpin' Up the Party – 3:11
6. Hannah Montana – I Got Nerve – 3:10
7. Hannah Montana – We Got the Party (feat. Jonas Brothers) – 4:18
8. Miley Cyrus – Start All Over – 4:40
9. Miley Cyrus – Good and Broken – 2:57
10. Miley Cyrus – See You Again – 3:42
11. Miley Cyrus – Let's Dance – 3:26
12. Miley Cyrus – East Northumberland High – 3:52
13. Miley Cyrus – G.N.O. (Girl's Night Out) – 3:49
14. Miley Cyrus – The Best of Both Worlds (feat. Hannah Montana) – 3:27

### Disco 2 (DVD)
1. Rock Star (Live from Salt Lake City) – 3:30
2. Start All Over (Live from Salt Lake City) – 4:22
3. Hangin' with the Rock Star on Tour – 7:45
4. Photo Slideshow of Tour – 3:07

## Classifiche

### Classifiche settimanali
| Classifiche (2008) | Posizione massima |
| ------------------ | ----------------- |
| Australia          | 16                |
| Austria            | 14                |
| Belgio (Vallonia)  | 100               |
| Canada             | 3                 |
| Francia            | 192               |
| Germania           | 94                |
| Irlanda            | 10                |
| Messico            | 71                |
| Nuova Zelanda      | 13                |
| Regno Unito        | 29                |
| Spagna             | 46                |
| Stati Uniti        | 3                 |
| Svizzera           | 54                |

### Classifiche di fine anno
| Classifica (2008) | Posizione |
| ----------------- | --------- |
| Australia         | 97        |
| Stati Uniti       | 97        |